# Billal Brahimi
Billal Brahimi (en árabe: بلال براهيمي‎; Beaumont-sur-Oise, 14 de marzo de 2000) es un futbolista franco-argelino que juega de delantero en el O. G. C. Niza de la Ligue 1. Es internacional con la selección de fútbol de Argelia.

## Trayectoria
Brahimi comenzó su carrera deportiva en el Middlesbrough F. C., con el que debutó el 28 de agosto de 2018, en la victoria de su club por 2-1 frente al Rochdale A. F. C. en un partido de la EFL Cup.
En 2019 fichó por el Stade de Reims, que lo cedió en la temporada 2020-21 al Le Mans F. C.
En 2021 se marchó al Angers SCO de la Ligue 1, y el 28 de enero de 2022 se fue al O. G. C. Niza, también de la Ligue 1, en un traspaso por 10 millones.

## Selección nacional
Brahimi es internacional con la selección de fútbol de Argelia, con la que fue convocado por primera vez en 2022, y debutó el 4 de junio de ese año contra la selección de fútbol de Uganda, en un partido de clasificación para la Copa Africana de Naciones de 2023 que ganó la selección argelina por 2-0.

## Clubes
| Club                       | País       | Año       |
| -------------------------- | ---------- | --------- |
| Middlesbrough F. C.        | Inglaterra | 2018-2019 |
| Stade de Reims II          | Francia    | 2019-2021 |
| Le Mans F. C. (cedido)     | Francia    | 2020-2021 |
| Angers S. C. O.            | Francia    | 2021-2022 |
| O. G. C. Niza              | Francia    | 2022-act. |
| Stade Brestois 29 (cedido) | Francia    | 2023-2024 |
| Sint-Truidense (cedido)    | Bélgica    | 2024-2025 |